# Aragó
|  | Per a altres significats, vegeu «Aragó (desambiguació)». |

Aragó, o l'Aragó (en castellà, en aragonès i oficialment Aragón),  és  una comunitat autònoma espanyola, descendent de l'antic Regne d'Aragó, i actualment regit per un estatut d'autonomia. Aragó, com a descendent del Regne d'Aragó, és reconegut com a nacionalitat històrica en el seu Estatut d'Autonomia. El Regne d'Aragó, amb el Principat de Catalunya, el Regne de València i el Regne de Mallorca van formar la històrica Corona aragonesa.
És situat al nord-est de la península. Limita amb les comunitats autònomes de Castella - la Manxa, Castella i Lleó, Catalunya, La Rioja, Navarra i el País Valencià, i amb Occitània, de l'estat francès. Està format per les províncies d'Osca, Terol i Saragossa. La capital és Saragossa. A la zona nord, a la província d'Osca (en castellà Huesca, en aragonès Uesca) i nord de la província de Saragossa (en castellà i aragonès Zaragoza), s'hi parla aragonès. A la zona est, la Franja Oriental o de Llevant (la Franja de Ponent per als catalans), s'hi parla català. Des de 2010 aragonès i català són llengües pròpies d'Aragó amb reconeixement oficial i està prevista una propera delimitació de les zones bilingües.

## Història
El nom d'Aragó està documentat per primer cop durant l'alta edat mitjana l'any 828, quan un petit comtat d'origen franc sorgia entre els rius que porten el seu nom, l'Aragó, i el seu germà l'Aragó Subordan.
Aquell Comtat d'Aragó es veuria unit al Regne de Pamplona fins al segle xi, i sota la seva ala creixeria fins a formar part de Garcia Sanxes III a la mort del rei Sanç III de Navarra, en un període caracteritzat per l'hegemonia musulmana en quasi tota la península Ibèrica. Més tard, sota el regnat de Ramir I s'ampliarien fronteres amb l'annexió del Regne de Sobrarbe i Ribagorça (any 1044), havent afegit anteriorment poblats del que avui coneixem per les Cinco Villas. A través de diferents regnats, s'arriba a la mort d'Alfons I (que conqueriria per a Aragó: Ejea, Valtierra, Saragossa, Calatayud i Tudela) on els nobles elegirien el seu germà Ramir II (qui sol·licitaria una butlla papal per a assegurar la descendència) encara que aquest fet no siga el més destacable. La monarquia aragonesa era elegible i, per tant, la frase de coronació del rei es perpetuaria durant segles:
"Nos, que valemos tanto como vos os hazemos nuestro Rey y Señor, con tal que nos guardéis nuestros fueros y libertades, y si no, no". -- Justícia d'Aragó

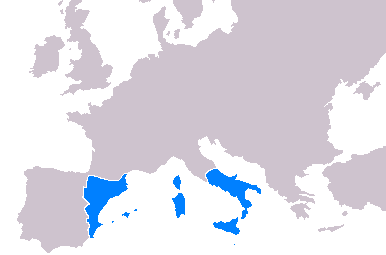
La Corona d'Aragó en el segle XV

Aquesta situació es repetiria en el Compromís de Casp (1412), on s'evità una guerra que hauria desmembrat la Corona d'Aragó en sorgir un bon grapat d'aspirants al tron després de la mort de Martí I d'Aragó l'Humà, un any després de la mort del seu fill, Martí El Jove. Ferran d'Antequera fou l'elegit, de la branca castellana dels Trastàmara, però també directament entroncat amb el rei aragonès Pere IV El Cerimoniós, a través de la seva mare Elionor d'Aragó.
Aragó és ja un ens polític de gran escala: la Corona, les Corts, la Diputació del Regne i el Dret Foral constitueixen la seva naturalesa i el seu caràcter. De la seva unió amb Catalunya sorgiria la Corona d'Aragó, que després es va ampliar amb les conquestes dels regnes de València i de Mallorca. La Corona d'Aragó arribaria a ser la potència hegemònica del Mediterrani, amb territoris tan importants com Nàpols o Sicília.
El matrimoni de Ferran II d'Aragó amb Isabel I de Castella, celebrat el 1469 a Valladolid, derivà posteriorment en la unió de les dues corones, però mai van formar Espanya fins a Felip V.

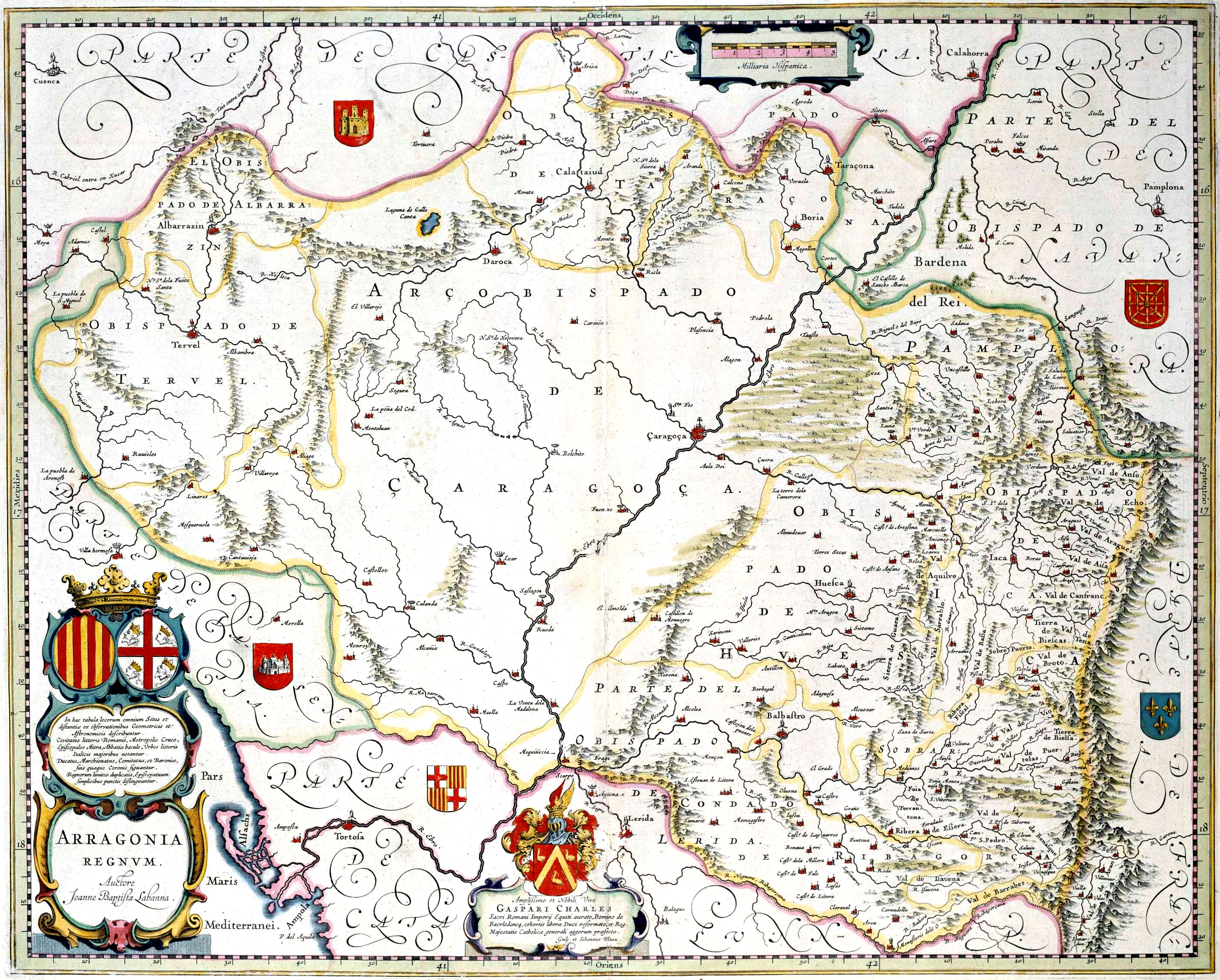
Aragonia Regnum, mapa dels Blaeu basat en el de Juan Bautista Lavaña, i publicat cap a 1640.

Durant la Guerra de Successió, Aragó (igual que la resta de territoris de la Corona: Catalunya, València i Mallorca) donà suport a l'arxiduc Carles (de la casa d'Àustria) davant de Felip V (dels Borbons). Després de la batalla d'Almansa (1707), Felip V (que des del punt de vista dels monarques aragonesos hauria de ser Felip IV) abolí els furs aragonesos, adoptà diferents mesures centralistes, ocupà militarment el territori aplicant mesures punitives sistemàtiques, i foren anul·lades totes les antigues disposicions polítiques del regne (Decrets de Nova Planta). Aragó es convertí en la pràctica en una província, i el seu Consell fou absorbit pel Consell de Castella.
La Guerra de la Independència, després de la intensa destrucció de la ciutat de Saragossa, aturà el progrés econòmic i retardà de mode important la incorporació de la capital al ritme de la modernitat. Amb la primera organització provincial (1822) d'Espanya, Aragó comptaria amb quatre províncies. La quarta província era Calataiud, fins a la nova abolició de la Constitució per Ferran VII. Amb la segona i actual reforma territorial quedarien sols Osca, Terol i Saragossa. Al llarg del segle xix els carlistes que buscaren adeptes per a la seva causa en aquesta terra, oferiren la restauració de passades llibertats forals.
El segle xix fou el pas d'una societat rural a un funcionament industrial i urbà, portant un èxode massiu del camp a les poques ciutats d'importància de la regió, Osca, Saragossa, Terol i Calataiud. I una vertadera emigració a altres regions properes, com Catalunya i la capital de l'estat, Madrid.
Durant el segle xx, la història d'Aragó ha sigut parella a la de la resta del territori espanyol. Cal destacar l'impuls econòmic conjuntural en la dictadura militar Miguel Primo de Rivera Orbaneja (1923-1931) i del progrés en les llibertats civils i individuals, durant la Segona República Espanyola (1931-1936).

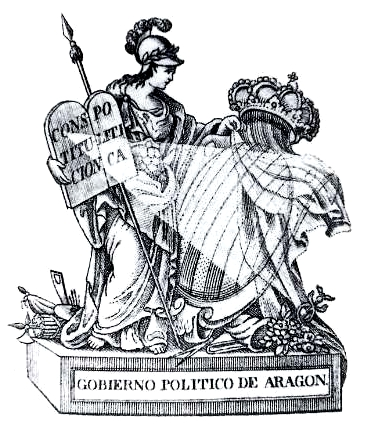
Emblema al·legòric del Govern Polític d'Aragó del Trienni liberal (1820).

Aragó quedà dividida per les dues bandes enfrontades a la Guerra Civil (1936-1939). Per un costat la zona oriental, la més pròxima a Catalunya, lleial a la República i per altre la zona occidental, on s'ubicaven les tres capitals provincials, per la banda sublevada, la facciosa nacional-feixista. Hi va haver una dura, cruenta i salvatge repressió a totes dues bandes, i durant la lluita, una forta disputa per la ciutat de Terol i durant la batalla de l'Ebre.
Durant quasi quaranta anys, Aragó i Espanya visqueren sota la dictadura militar del General Francisco Franco. L'única dictadura feixista en la història de l'Europa Occidental després de la Segona Guerra Mundial.
En els anys 70 es va viure en la resta dels Estats un període de transició, després de l'extinció de l'anterior règim, amb la recuperació de la normalitat democràtica i la creació d'un nou marc constitucional (1978). Al mateix cop, es començà a reclamar una autonomia política pròpia, de caràcter federalista, per al territori històric aragonès.
La manifestació del 23 d'abril del 1978 fou històrica, amb la resposta de 100.000 aragonesos pels carrers de la capital.
La demora de l'establiment de l'Estat de les comunitats autònomes i les nefastes decisions de certs polítics, pertanyents a partits d'àmbit estatal, aportaren un accés a l'autogovern per la via lenta, menor sostre competencial i menor autogestió de recursos, durant més de 20 anys, El 10 d'agost del 1982, Sa Majestat el Rei i el president del seu Govern firmaren la Llei Orgància que les Corts espanyoles havien aprovat contenint l'Estatut d'Autonomia. Aragó ha recuperat les Corts, la Diputació General, etc.
Els discursos i plantejaments polítics han desvariejat i canviat al llarg d'aquestes dues dècades, i són flagrants els casos particulars del partit aragonès i del partit socialista; són aquests acèrrims contrincants polítics de la dècada dels 80, i ara, fins a la data i durant 8 anys, s'han fet socis de conveniència en una coalició de govern.
El 7 de maig del 1992, una Comissió Especial de les Corts d'Aragó, elaborava un text reformat que fou aprovat per les Corts d'Aragó i per les Corts Espanyoles.
De nou, la petita reforma estatutària de l'any 1996 amplià el marc competencial, obligant així a una definitiva revisió integral durant molts anys. El 2007 fou aprovat un nou text estatutari per una ampla majoria, però no amb la seva total unanimitat.
En els anys 90, la societat aragonesa fa un significatiu pas qualitatiu en la qualitat de vida pel progrés econòmic de l'Estat a tots els nivells.
A principis del segle xxi, s'establix un significatiu increment d'infraestructures, com l'arribada de l'Alta Velocitat Espanyola (AVE), la construcció de la nova Autovia Somport-Sagunt i l'impuls dels dos aeroports de la Comunitat, Garrapinillos-Saragossa i Osca-Pirineus (Monflorite). Al mateix cop s'escometen grans projectes tecnològics, com el Parc Tecnològic Walqa i la implantació d'una xarxa telemàtica per tota la regió.
Però el que va revolucionar més la capital i la Comunitat fou la designació de Saragossa com a seu per a la Expo 2008, cosa que ha suposat una sèrie de canvis i creixement accelerat per a la comunitat autònoma.

## Geografia

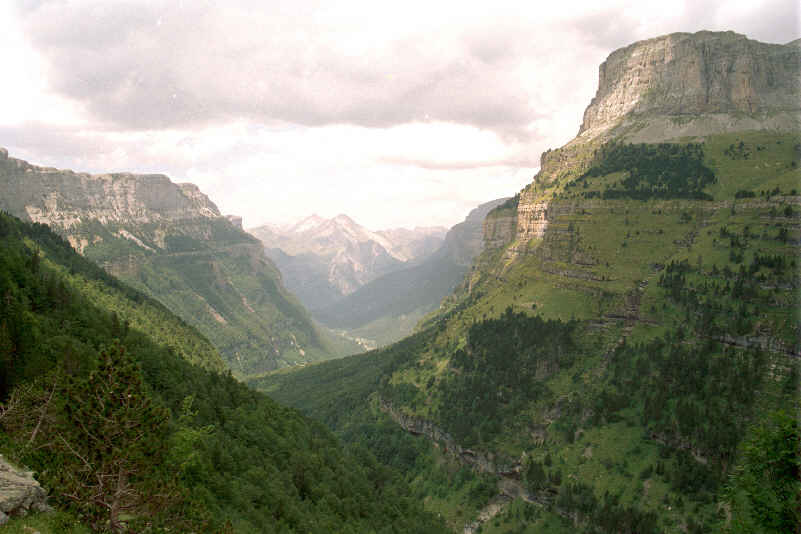
Vall d'Ordesa

La superfície d'Aragó és de 47.719,2 km² dels quals 15.636,2 km² pertanyen a la província d'Osca, 17.274,3 km² a la de Saragossa i 14.808,7 km² a la de Terol. En total representa un 9,43% de la superfície d'Espanya. És així la quarta comunitat autònoma en mida per darrere de Castella i Lleó, Andalusia i Castella la Manxa.
L'orografia de la comunitat té com a eix central la vall de l'Ebre, d'unes altituds entre 150 i 300 metres, del qual transita entre dues regions somontanes, la pirinenca i la ibèrica, preàmbuls de dues grans formacions muntanyoses, els Pirineus al nord i el Sistema Ibèric al sud.
Podem distingir-hi tres unitats fisiogràfiques: els Pirineus, la Depressió Ibèrica i el Sistema Ibèric.
- Els Pirineus aragonesos corresponen als Pirineus centrals; llur característica és la importància del sector axial i, per tant, aquest és representat per una estreta franja de materials paleozoics de formes abruptes i roques metamòrfiques. Aquí es troben les màximes altures: el Balaitús o Pico del Moro (3 151 m), Vinhamala (3 303 m), mont Perdut (3 355 m), Posets o Llardana (3 369 m) i Aneto (3404 m). Una depressió longitudinal, en la qual es forma la cubeta de Jaca i continua per la canal de Berdún, separa aquest sector axial del Prepirineu. Els Prepirineus, molt desenvolupats, són constituïts per materials terciaris, especialment calcàries amb intercalacions margoses. Hi sobresurten algunes elevacions com la Peña, Loarre, Caballera, Gabardiella, Guara, etc.
- La Depressió Ibèrica, entre els Pirineus, i el Sistema Ibèric, de disposició simètrica a banda i banda d'un eix central, l'Ebre. A cada cantó s'escalona el sistema de terrasses quaternàries de llims i còdols que enllacen amb els peus de muntanya constituïts per materials detrítics dipositats pels rius de la conca de l'Ebre. Aquest conjunt de materials quaternaris, que recobreixen, en part, els terciaris posteocènics (conglomerats a les vores i margues, guixos i sals a l'interior) són, tant els uns com els altres, postorogènics.
- El Sistema Ibèric, a la part més meridional de l'Aragó. Alguns pics superen els 2 000 m, com el Moncayo (2 313 m) i el Peñarroya (2 019 m). En aquests punts, s'hi troben, en les formes donades pels plecs i les falles sobre les quarsites, els granits, els esquistos i les calcàries dures, petits retocs originats per antigues geleres quaternàries.

Els rius pirinencs, els més cabalosos i amb crescudes a l'època de fusió de les neus, contrasten amb els menys importants i de règim torrencial de les muntanyes prepirinenques i de la Serralada Ibèrica. L'Ebre és el gran col·lector de tot aquest sistema. El seu cabal mitjà a Saragossa és de 243,9 m³/s, però presenta acusats estiatges i fortes crescudes d'octubre a març.

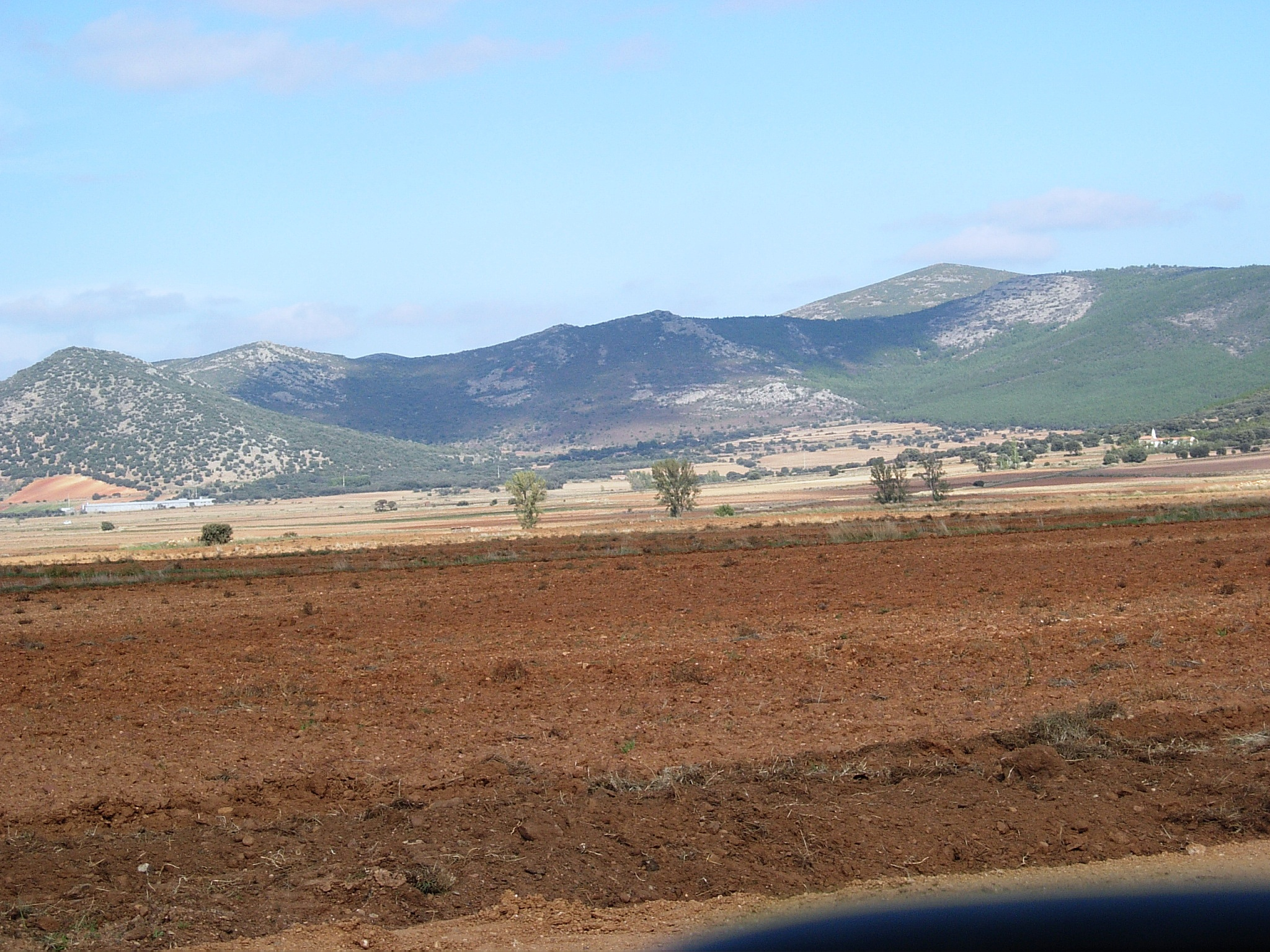
Paisatge aragonès a la província de Saragossa

## Clima i vegetació
Encara que el clima de l'Aragó pot considerar-se, en general, continental moderat. La seva irregularitat orogràfica fa que existeixin diferents climes o microclimes en tot el territori. Des de l'alta muntanya, amb neus perpètues (glaceres), fins zones desèrtiques com els Monegros, passant pel clima continental intens de la zona de Terol, a Daroca. Les temperatures mitjanes depenen molt de l'altitud. A la vall de l'Ebre, els hiverns són poc rigorosos (encara que la sensació tèrmica disminuïsca molt amb el fort vent) i les temperatures a l'estiu poden arribar als 40 °C. A les zones de muntanya els hiverns són més llargs i les temperatures mitjanes poden ser fins a 10 °C menors que a la vall.

Dos són els vents més importants d'Aragó: el cerç (cierzo) o nord i el de llevant o xafogor. El primer és un vent que recorre la vall de l'Ebre de nord-oest a sud-est, i que pot presentar gran força i velocitat. El segon és un vent càlid, més irregular i suau procedent del sud-est.

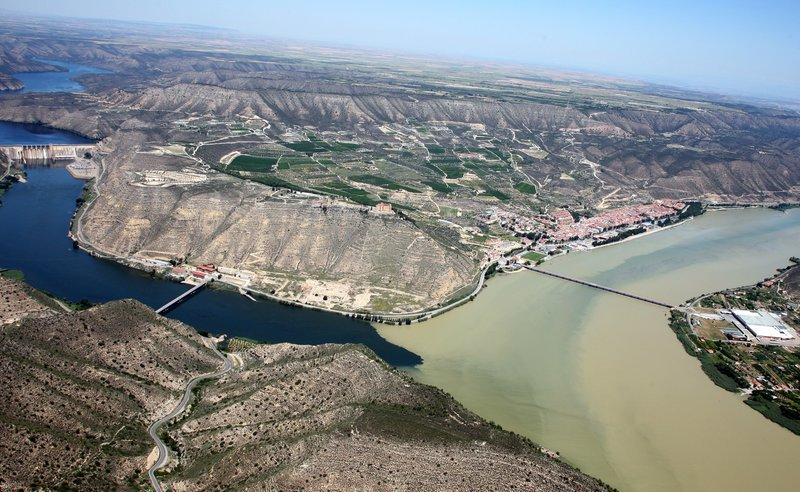
Aiguabarreig dels rius Ebre, Segre i Cinca a Mequinensa.

La vegetació segueix les oscil·lacions del relleu i del clima. Hi ha una gran varietat, siga vegetació silvestre o cultius humans. A les zones altes es poden trobar boscos, matoll i prats, mentre que a les zones de la vall de l'Ebre continuen sent explotades per a ús agrícola.

### L'Aiguabarreig

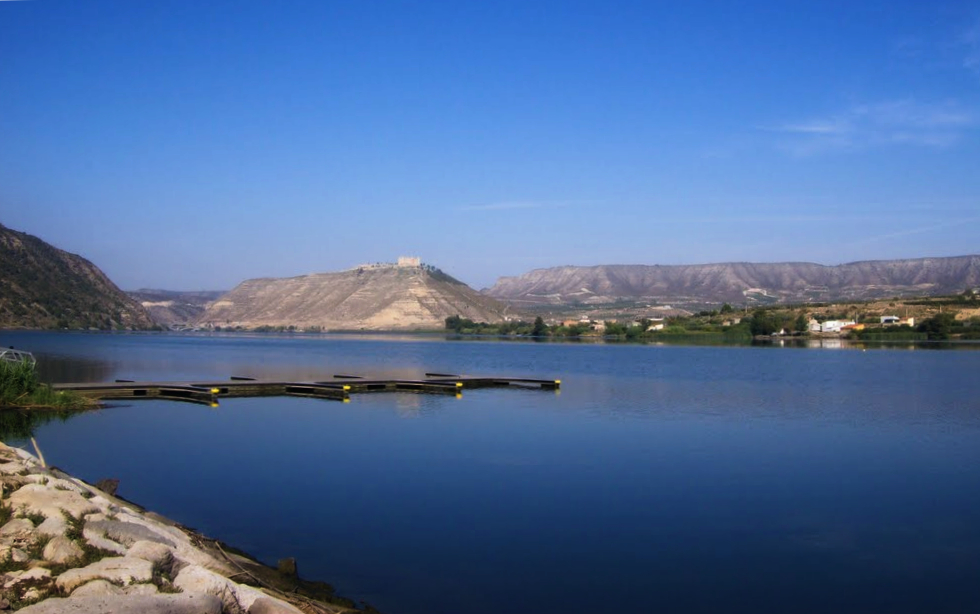
El riu Ebre a Mequinensa.

A Mequinensa, podem trobar l'Aiguabarreig un espai amb gran riquesa natural i una gran varietat d'ecosistemes que abasten des de les estepes mediterrànies a impenetrables boscos de ribera, convertint aquest espai en un paradís per a la biodiversitat. Territorialment, l'Aiguabarreig es troba al centre de la Depressió mitjana de l'Ebre. Limita a l'oest amb els Monegres, a l'est amb els Tossals de Montmeneu i Almatret i cap al sud amb la cua de l'embassament de Riba-roja. Aquest espai rep el nom de la paraula d'origen català que designa el lloc en el qual dos o més corrents d'aigües s'ajunten i formen una de sola.
A l'Aiguabarreig hi podem trobar centenars de metres d'amplada d'aigua amb nombroses illes fluvials i boscos de ribera, grans masses de canyissar, platges de còdols, gorgs i galachos (antics meandres). És un punt de confluència de la flora estepària provinent de la zona àrida de Monegros i de la flora mediterrània que ascendeix per la vall de l'Ebre. Gràcies als aquestes característiques conviuen espècies d'ambients oposats. Les aus són el grup més nombrosos i abasten des colònies d'ardeids a tota mena de rapinyaires i aus pròpies d'ambients desèrtics. També poden trobar rèptils, amfibis i mamífers, destacant especialment ratpenats, cérvols, cabirols, llúdries i la presència cada vegada més abundant de cabres salvatges.

## Política i govern

### Institucions de govern
Segons l'Estatut d'Autonomia d'Aragó, les quatre institucions del poder polític d'Aragó són:
- Les Corts d'Aragó, presidides actualment per José Ángel Biel, del Partit Aragonès.
- La Diputació General o Govern d'Aragó: és l'òrgan de govern conformat pel president i els consellers. Exerceix el poder executiu de la comunitat. El President de Govern és el cap de l'executiu. L'actual President del Govern és Javier Lambán, del PSOE-Aragón, i que ocupa aquest càrrec des del 5 de juliol de 2015 amb els vots favorables del PSOE-Aragón (18 diputats), Podemos Aragón (14), Chunta Aragonesista (2) i Izquierda Unida de Aragón (1). L'anterior Presidenta del Govern va ser Luisa Fernanda Rudi, del PP d'Aragó, gràcies a un pacte amb el Partit Aragonès.

A més, existeixen dos òrgans consultius del govern: el Consell Econòmic i Social d'Aragó, i la Comissió Jurídica Assessora. Aragó és l'única comunitat autonòmica Bellwether, ja que qui ha guanyat les eleccions generals a Aragó sempre les ha guanyat al conjunt de l'estat.

### Divisió administrativa
- Província d'Osca
- Província de Terol
- Província de Saragossa
- Comarques de l'Aragó

## Llengua

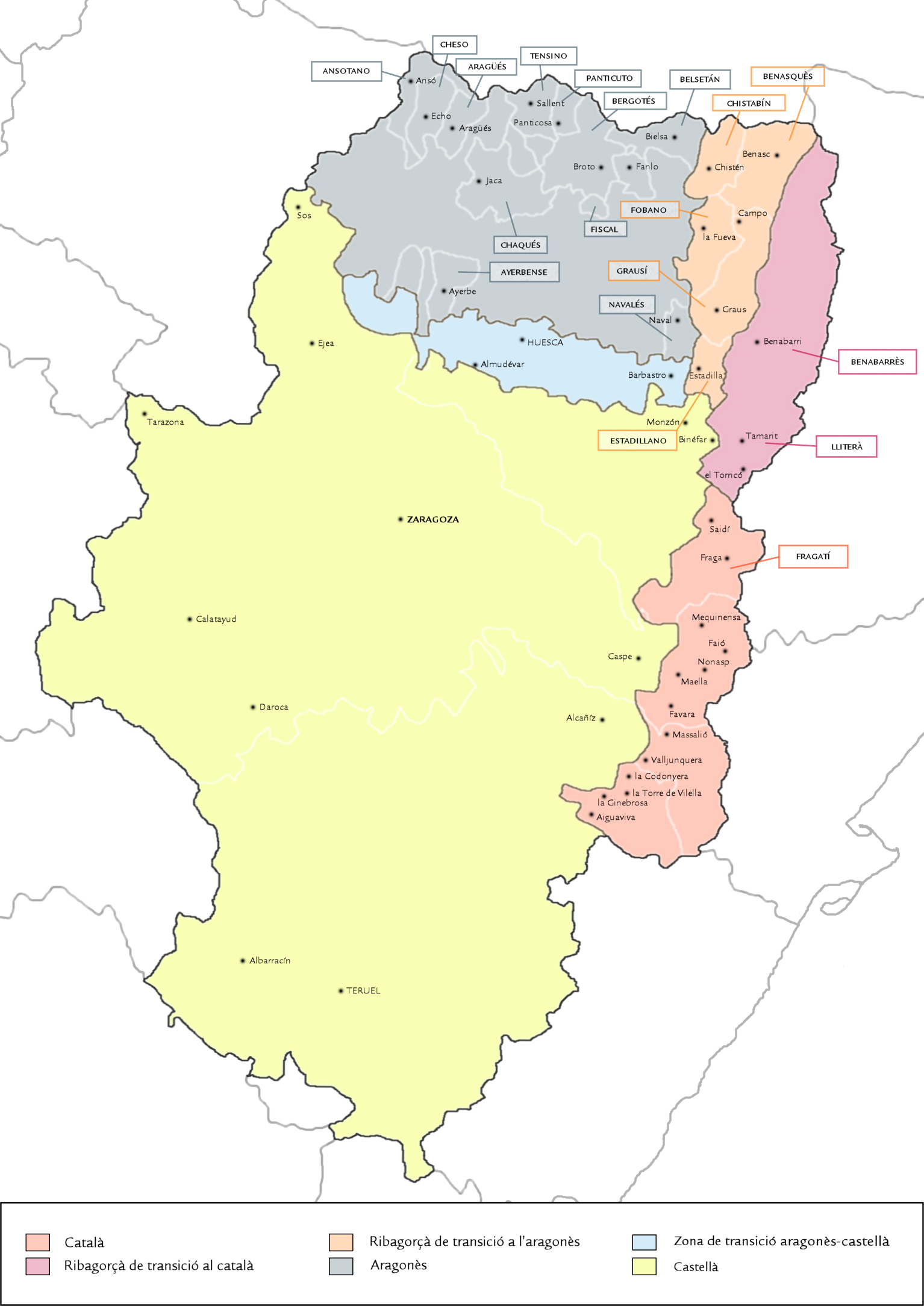
Les varietats lingüístiques de l'Aragó

Els territoris lingüístics de l'Aragó segons l'avantprojecte de la Llei de llengües

En la major part d'Aragó es parla el castellà, que a més és l'idioma oficial en tota la comunitat autònoma. Per altra banda, en la part nord de la comunitat es parla l'aragonès. Per la seva banda, en una Franja en la part oriental de la comunitat es parla català. Després de l'aprovació de la Llei de Llengües d'Aragó en 2009, ja promesa pel president Marcelino Iglesias (PSOE) en la seva primera legislatura, l'idioma aragonès i l'idioma català figuren com llengües pròpies de l'Aragó, encara que no oficials. Aquesta llei va ser apartada per la segona Llei de llengües d'Aragó de 2013, en què el PP i el PAR esborraven les denominacions de català i aragonès, per a substituir-les per les que van ser conegudes popularment com a LAPAO i LAPAPYP.
Fins a l'aprovació de la primera Llei de Llengües, l'idioma aragonès i l'idioma català no estaven reconegudes com a llengües oficials d'Aragó en l'Estatut d'Autonomia, però la Llei de Patrimoni Cultural d'Aragó, ja disposava sobre la seva protecció (i fins i tot sobre la seva oficialitat).
| «                                                           | Una llei de llengües d'Aragó proporcionarà el marc jurídic específic per a regular la cooficialitat de l'aragonès i del català, llengües minoritàries d'Aragó, així com l'efectivitat dels drets de les respectives comunitats lingüístiques, tant pel que fa a l'ensenyament de i en la llengua pròpia, com pel que fa a la plena normalització de l'ús d'aquestes dues llengües en els seus respectius territoris. | » |
| — "Butlletí Oficial d'Aragó núm. 36, de 29 de març de 1999" | |   |

Legalment, la regulació fins llavors era escassa, encara que s'ha de ressaltar la Llei aragonesa 1/1999, de 24 de febrer, de Successions per causa de mort, que permet que tant els pactes successoris com els testaments puguin ser redactats en qualsevol llengua o modalitat lingüística d'Aragó (articles 67 i 97), i la Llei 2/2003, de 12 de febrer, de règim econòmic matrimonial i viduïtat, l'article de la qual 14 diu:
| «                                                                                            | Els capítols matrimonials podran redactar-se en qualsevol de les llengües o modalitats lingüístiques d'Aragó que els atorgants trien. Si el notari autoritzant no conegués la llengua o modalitat lingüística triada, els capítols s'atorgaran en presència i amb intervenció d'un intèrpret, no necessàriament oficial, designat pels atorgants i acceptat pel notari, que haurà de signar el document. | » |
| — Llei 2/2003, de 12 de febrer, de règim econòmic matrimonial i viduïtat. Títol II, art. 14. | |   |

La Declaració de Mequinensa fou una petició signada l'1 de febrer de 1984 pels alcaldes del municipis d'Areny de Noguera, Benavarri, Bonansa, Montanui, Pont de Montanyana, Tolba, Saidí, Fraga, Torrent de Cinca, Mequinensa, Faió, Nonasp, Favara, Calaceit, Vall-de-roures, La Codonyera i Valljunquera, on es comprometen a normalitzar el català en l'àmbit municipal i demanen al conseller de cultura de la Diputació General d'Aragó, José Bada Panillo, el reconeixement de la realitat lingüística de la Franja Oriental d'Aragó en l'Estatut d'Autonomia d'Aragó, l'ensenyament del català a l'escola, així com una llei de normalització lingüística de les llengües d'Aragó. Així s'aconseguí que en el curs 1985-1986 uns 2.500 alumnes estudiessin català.
El castellà és actualment l'única llengua oficial i la majoritària en el territori aragonès. El dialecte del castellà parlat en la comunitat, anomenat castellà aragonès, té els seus trets propis. En la seva majoria aquests trets procedeixen de l'idioma aragonès. El castellà aragonès es pot incloure entre les variants septentrionals del castellà, amb característiques pròpies sobretot en l'entonació i el vocabulari. El castellà parlat en la Franja de Ponent s'emmarca en la varietat del castellà en territoris catalanòfons, caracteritzat per la influència i préstecs del català.
L'idioma aragonès es parla en localitats de les províncies d'Osca i Saragossa, i del qual queden petjades en la parla de les províncies de Saragossa, Terol, La Rioja i Navarra. Aquesta llengua és considerada per la Unió Europea com la llengua minoritària que corre més perill de desaparèixer, per la qual cosa insta la Diputació General d'Aragó a respectar-la i promocionar-ne l'ús.
El català es parla en les comarques de la Franja de Ponent. Aquesta llengua tenia un cert reconeixement extralegal també abans de l'aprovació de la primera Llei de Llengües, ja que en la majoria de les poblacions es donava la possibilitat d'obtenir en l'educació pública aragonesa el títol de català rebent, durant quatre anys en Primària o durant els quatre anys de l'Educació Secundària Obligatòria (ESO), classes optatives de català en horari extraescolar.

## Població

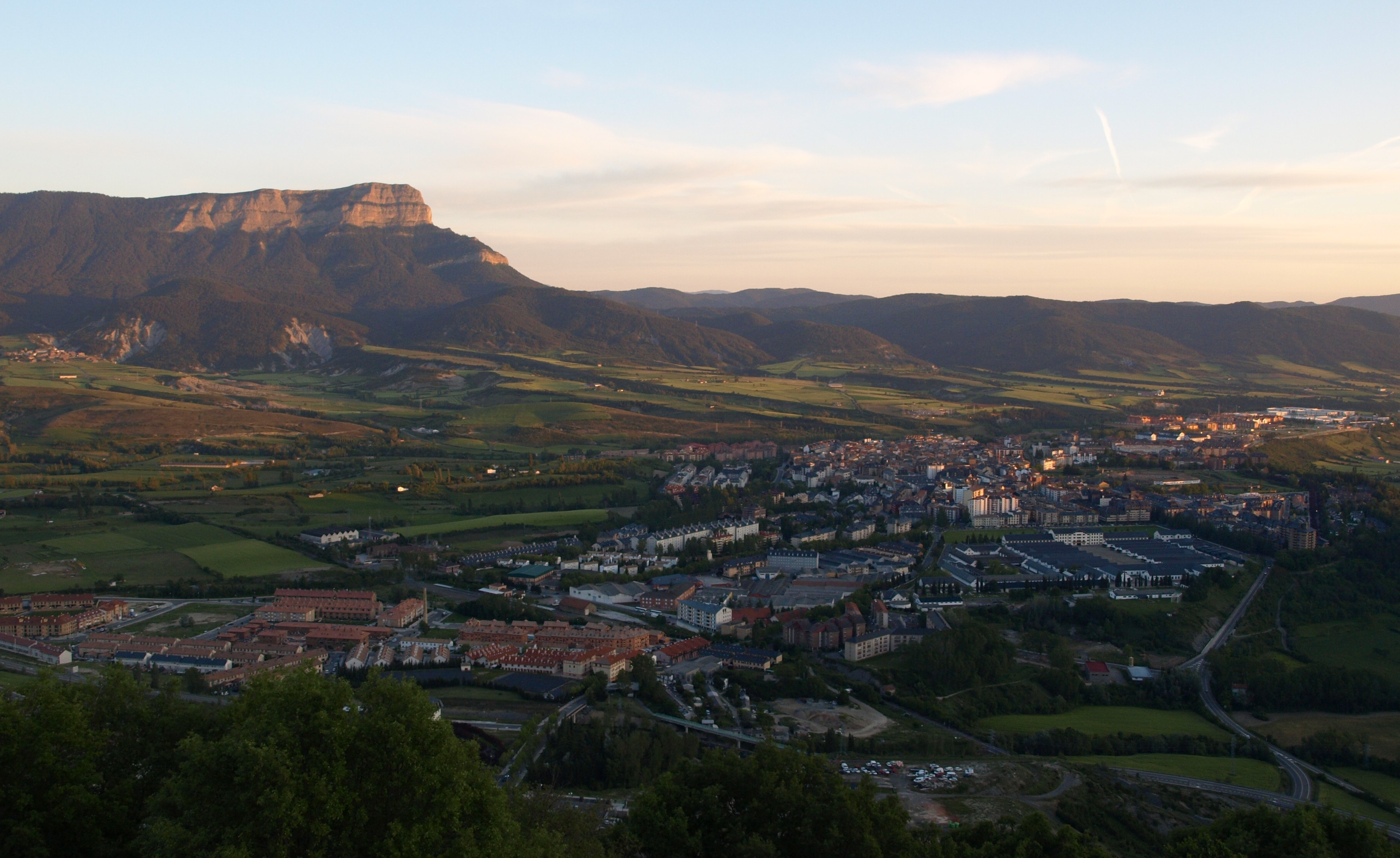
Panoràmica de la ciutat de Jaca (Osca), als peus de la penya Oroel, presa des dels peus del fort del Rapitán.

La densitat és molt inferior a la mitjana espanyola, ja que, al seu ja escàs potencial humà, cal afegir-hi un tradicional èxode rural, a l'exterior de la regió (el qual, però, s'aturà vers la fi de la dècada dels setanta). El seu extens territori és ocupat per nuclis humans no gaire grans, particularment a les àrees muntanyoses. Saragossa, a la vora de l'Ebre, és gran nucli urbà, que agrupa el 70,5% dels habitants de la regió.
Fora de les capitals provincials (Saragossa, Osca i Terol), cap municipi no assoleix els 20 000 habitants; altres municipis importants són Calataiud, Eixea, Montsó, Barbastre, Tarassona, Jaca, Fraga, Alcanyís, Casp, Sabiñánigo, Andorra i Binèfar. Únicament la província de Saragossa mostra un creixement demogràfic notable; la de Terol té un creixement vegetatiu negatiu; i Osca, amb un dèbil creixement vegetatiu, no ha pogut deturar la davallada de població produïda per l'emigració, dirigida principalment a Saragossa, a Barcelona i a la mateixa capital provincial. De fet, les províncies de Terol i Osca tenien més població l'any 1900 que ara; i la disminució continua, cosa que les ha situat entre les províncies més despoblades d'Espanya.

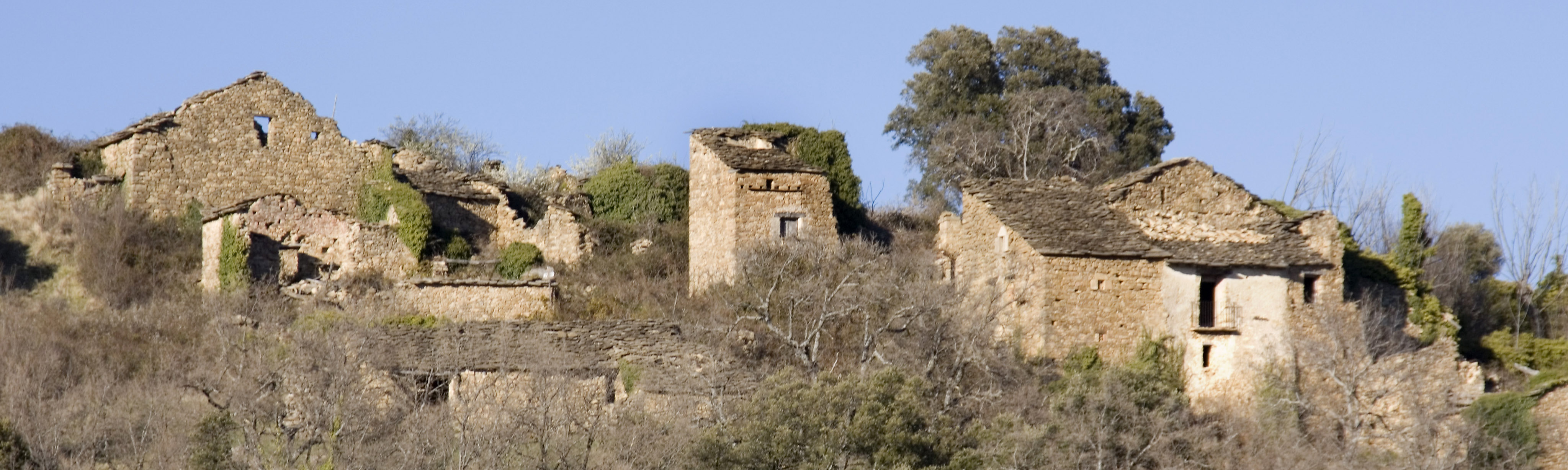
Vista panoràmica de Rin de la Carrasca, de la comarca de la Ribagorça, despoblat d'Osca.

El dinamisme de Saragossa ha fet que la població absoluta de l'Aragó hagi augmentat al llarg del segle passat i l'actual, bé que no ha pogut evitar, sobretot en les dècades del darrer terç del s. XX, una clara tendència a l'estancament demogràfic (en 1981-91 l'increment de la població fou del 0,7%). Tanmateix, la participació de l'Aragó en la població total espanyola durant aquests mateixos anys ha disminuït: 5,70% el 1860, 4,90% el 1900, 4,38% el 1930, 3,89% el 1950, 3,22% el 1981 i 3,08% el 1991.
| Població    | 880.643   | 912.711   | 952.743   | 997.154   | 1.031.559 | 1.058.806 | 1.094.002 |
| Percentatge | 5,69%     | 4,90%     | 4,77%     | 4,66%     | 4,36%     | 4,07%     | 3,89%     |
|             | 1960      | 1970      | 1981      | 1991      | 1996      | 2001      | 2006      |
| Població    | 1.105.498 | 1.152.708 | 1.213.099 | 1.221.546 | 1.187.546 | 1.199.753 | 1.277.471 |
| Percentatge | 3,61%     | 3,39%     | 3,21%     | 3,10%     | 2,99%     | 2,92%     | 2,86%     |

## Economia

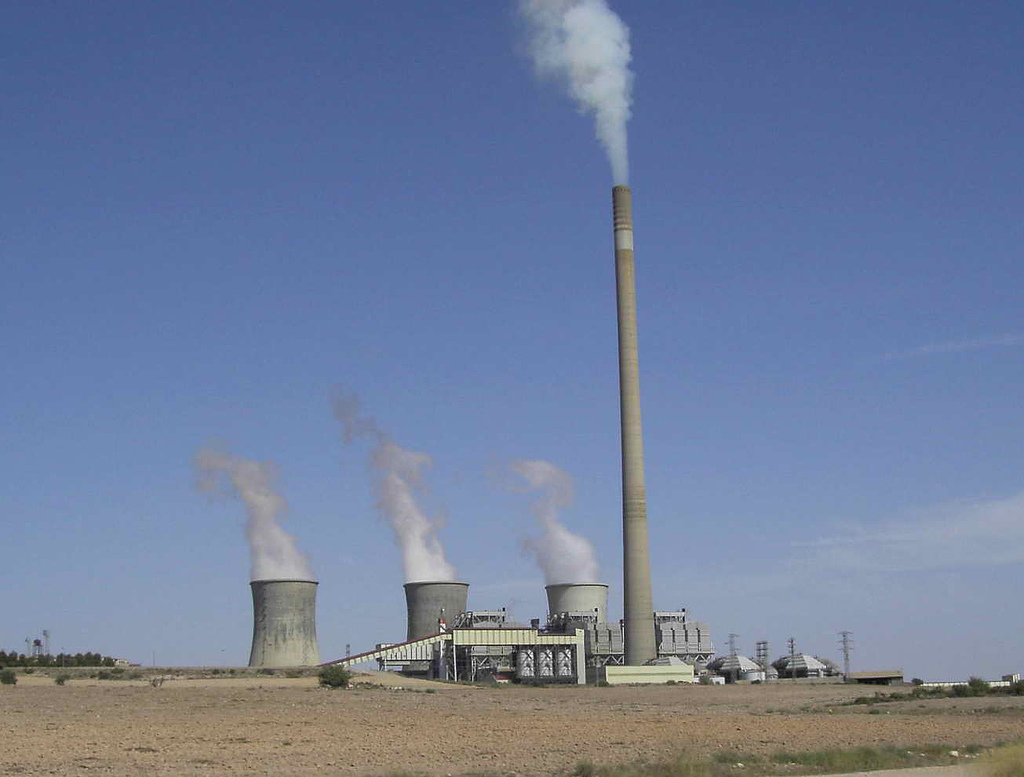
Central Tèrmica Teruel, més coneguda com a Central Tèrmica Andorra, situada al municipi d'Andorra (Terol)

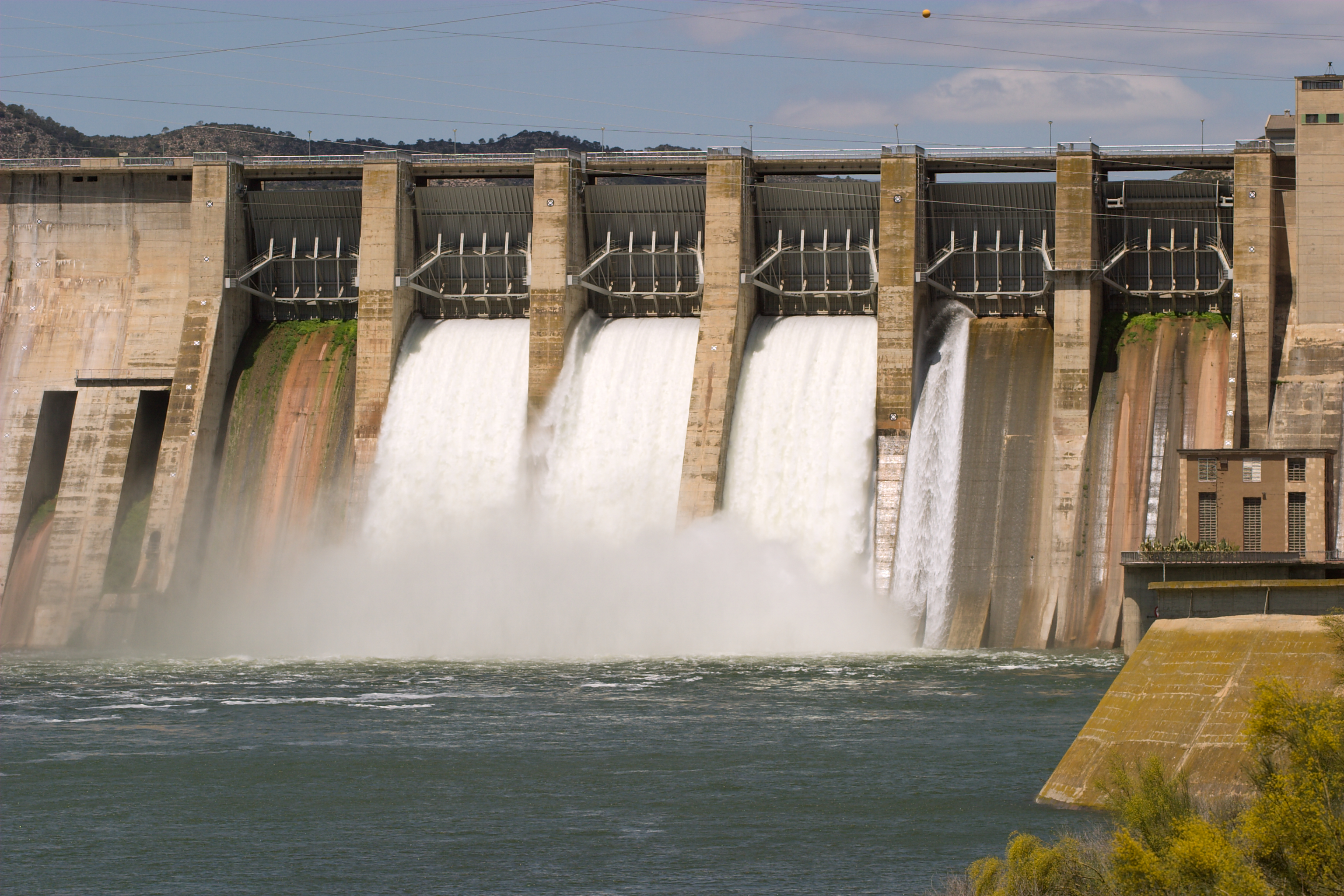
Presa de Mequinensa.

A la vall de l'Ebre es conreen farratge, bleda, rave, sucrera, cereals, hortalisses i fruiters, amb rendiments elevats. Les zones més humides dels Pirineus comprenen àmplies extensions de pastures i superfície forestal, com també n'hi ha, en mesura inferior, al Sistema Ibèric. Al secà (somontanos pirinenc i del Sistema Ibèric) predominen els conreus de vinya, blat i olivera. La vinya domina al Campo de Cariñena i l'olivera, al Baix Aragó, mentre que el blat té una distribució més homogènia. Dintre els sistemes de regadiu, destaquen el Canal Imperial d'Aragó (90 km de longitud), que rega 30 000 ha a la vora dreta de l'Ebre; el de Tauste (44 km), a la vora esquerra; i el d'Aragó i Catalunya, que rega 40 000 ha a la comarca de la Llitera. Nous canals són el de las Bárdenas (150 km i 80 000 ha), el dels Monegres (100 000 ha) i el del Cinca, que després de regar 50 000 ha aboca les aigües sobrants al canal dels Monegres.
Quant a la ramaderia, el bestiar oví, fins fa poc el més important, és format per ramats que en règim de transhumància van de les zones muntanyenques (Pirineus i Sistema Ibèric) a les planúries. Amb els nous regadius i el consegüent increment de la producció farratgera ha augmentat el ramat estabulat en granges industrials. La mineria és basada en les explotacions de lignit (Aliaga, Andorra, Montalbán i Utrillas) i ferro (Ojos Negros). Des del 1850 havia destacat la producció de carbó a la conca carbonífera de Mequinensa, impulsada pel transport fluvial per l'Ebre i el Camí de Sirga, encara que avui dia han tancat totes les empreses mineres de la zona. Les reserves de gas natural d'El Serrablo (Osca) es compten entre les més rellevants d'Europa. La indústria es polaritza bàsicament a la ciutat de Saragossa i el seu entorn (el 80% del valor de la producció de la comunitat autònoma), on se situen instal·lacions per a la producció metal·lúrgica, de transformats metàl·lics, indústria alimentària, química, muntatge d'automòbils (planta de la General Motors a Figueruelas) i, en un grau inferior, tèxtil, del calçat, de la confecció i del cuir. De fet, la industrialització aragonesa s'inicià aprofitant l'energia hidroelèctrica, com a Sabiñánigo i a Montsó (Osca), amb indústries electroquímiques i de l'alumini. L'any 1955 es va projectar la construcció de la presa de Mequinensa, per concessió a l'empresa Empresa Nacional Hidroelèctrica de la Ribagorçana (ENHER) de l'aprofitament hidroelèctric integral d'un tram del riu Ebre el 1955; i va donar origen a l'embassament de Mequinensa, amb una longitud d'uns 110 quilòmetres i una producció anual de més de 743 GWh.
El gran centre de l'activitat terciària aragonesa és Saragossa, que centralitza i articula des dels serveis bancaris, comercials i financers fins als culturals i universitaris. El turisme ha experimentat un fort increment, des del final dels anys setanta, a les valls pirinenques. També les vies de comunicació més importants convergeixen a Saragossa, ciutat que, a més d'aprofitar la confluència de tres rius (Ebre, Huerva i Gállego), ocupa una posició estratègica en les comunicacions entre el País Basc i Catalunya, i entre aquesta darrera i Madrid, i que té, a més, aeroport internacional (Valenzuela). Mequinensa s'ha convertit també en punt de peregrinació per a pescadors de tot Espanya i de l'estranger (fonamentalment alemanys, francesos, anglesos, americans i japonesos), disposats a enfrontar-se amb els silurs, uns peixos convertits ja en mítics, dels quals ja s'han aconseguit captures de 240 centímetres i gairebé cent quilograms de pes.

## Gastronomia

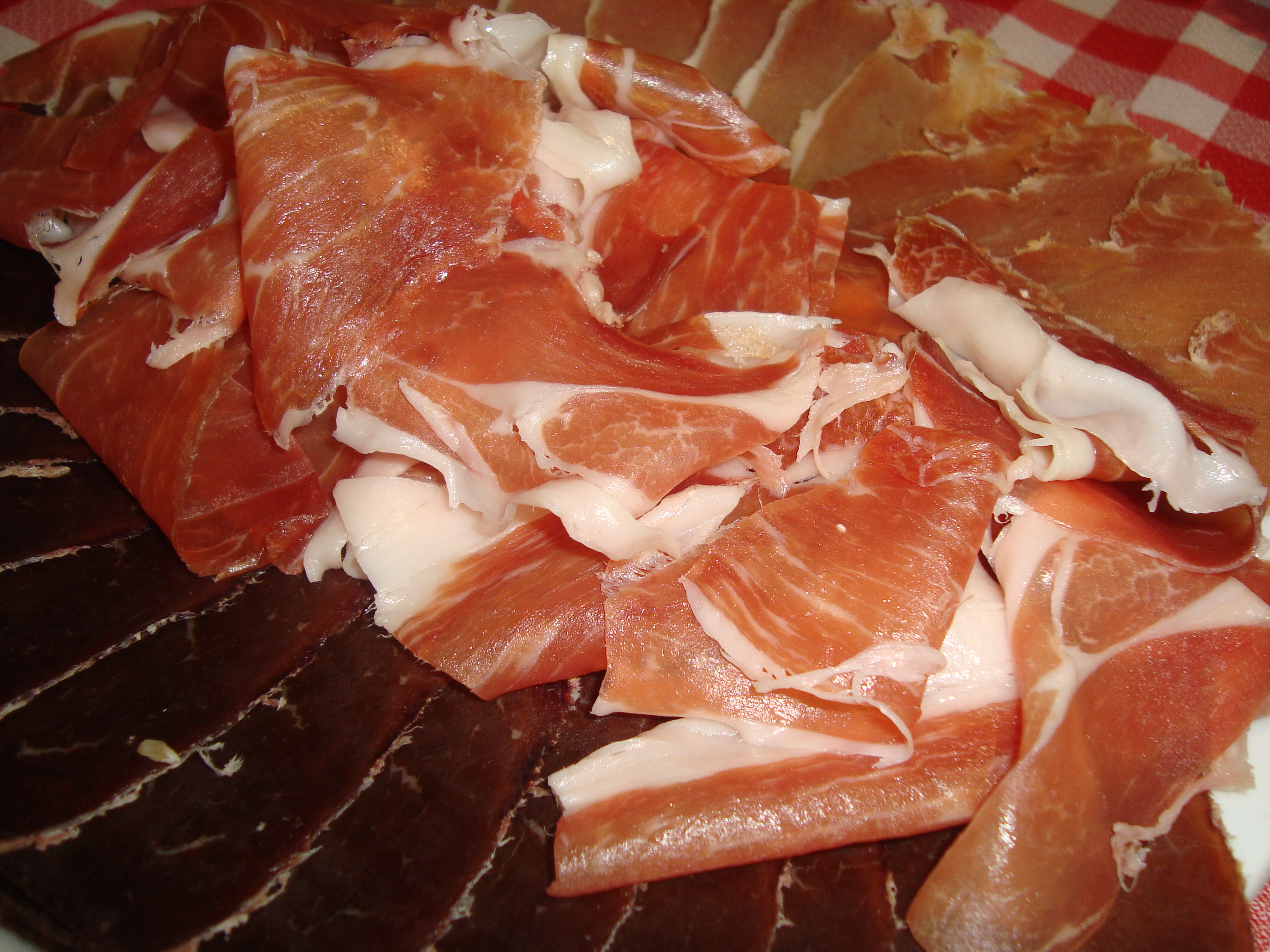
Talls de pernil curat, cecina i llom, productes de Terol.

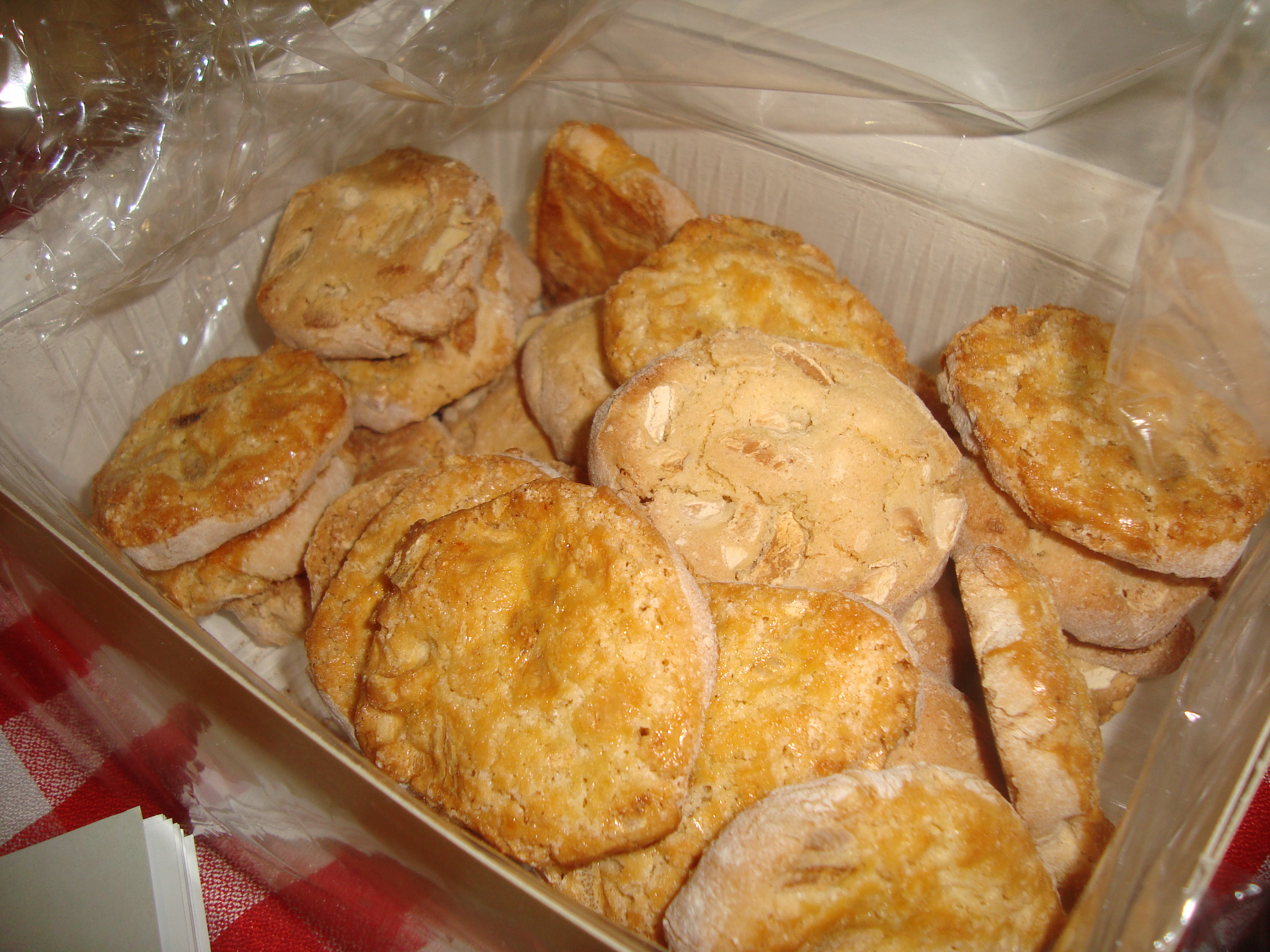
Carquinyolis, productes de Terol.

La cuina d'Aragó és una cuina d'interior. Com el mateix Aragó, es troba a la cruïlla entre les cuines de la Mediterrània catalana, l'Atlàntic basc i la meseta castellana. En si l'Aragó comprèn una gran varietat de paisatges: del fred i plujós Pirineu a l'horta de la riba de l'Ebre, i des del secà de les terres centrals fins a les serres de bosc mediterrani de Terol. Cada comarca destaca per una alimentació arrelada en el tipus de terreny que té. Així doncs, la serra d'Albarrasí i el Maestrat aragonès són grans productors d'embotits, pernil i cecina, amb una certa èmfasi en embotits i productes de la caça, particularment el porc senglar. És en aquestes zones muntanyoses de la província de Terol on es fa el famós pernil de Terol (DOP Jamón de Teruel). A les terres a l'oest de Saragossa hi ha una tradició vinícola d'alta qualitat, amb denominacions d'origen a Calataiud, Campo de Borja i Carinyena; al nord-est hi ha la denominació Somontano. A la Foia d'Osca i més enllà hi ha una impressionant indústria pastissera. A Graus, casa de la llonganissa i la gironella, el mercat de trumfes és un dels més importants de l'Estat. A tot el Pirineu abunden els bolets i la caça. Al Baix Aragó el producte estrella és l'oli d'oliva, que compta amb la DOP Oli del Baix Aragó (oficialment en castellà, Aceite del Bajo Aragón), i també és conegut el préssec de Calanda, que engloba els préssecs de tot el Baix Aragó i també compta amb una DOP. A la riba de l'Ebre i a les riberes dels rius Jiloca i Jalón, la fruita i l'hortalissa són el producte estrella. A l'oest del país, a la rodalia del Moncayo, es fa l'oli DOP Serra del Moncayo. A tot el país es crien ovelles de tres races autòctones aragoneses per produir el ternasco, és a dir, una carn de xai tendra amb IGP. A Saragossa els bars ofereixen una àmplia oferta de tapes creatives que, per l'ús ocasional d'hortalissa i peix, s'assemblen també als pintxos bascs. Jaca també ofereix una bona proposta de tapes creatives. A la zona de Mequinensa es pot trobar oli d'oliva de qualitat (cal recordar que la població se la coneixia durant l'època musulmana amb el sobrenom d'"az-Zaytun", que significaria terra d'oliveres) o la mel (històricament molt apreciada a la zona). A més, les cireres de Mequinensa són particularment apreciades, ja que la zona ofereix un microclima que permet obtenir les primeres produccions de cirera a camp obert de tot Europa, i que ofereixen qualitats organolèptiques excepcionals tant en duresa com en color i dolçor. Al voltant de Mequinensa també poden trobar varietats de préssec, nectarina, raïm, paraguaià o platerina.

### Els vins
L'Aragó és una zona productora de vins que compta amb quatre denominacions d'origen. La més petita quant a hectàrees cultivades és la DO Somontano, a la província d'Osca, amb més de 4.300 hectàrees i 24 cellers a 43 municipis. Les altres tres són a la província de Saragossa: la DO Calatayud, amb 5.400 hectàrees, a 46 municipis; la DO Campo de Borja, amb 7.414 hectàrees, i 16 cellers a 16 municipis; i la DO Cariñena —la més gran, més antiga i probablement la més coneguda—, amb 16.000 hectàrees de vinyes, a 14 municipis, que desserveixen 50 cellers.

### Història
- Llista de comtes d'Aragó
- Llista de reis d'Aragó
- Llista de Cancellers i presidents del Consell d'Aragó
- Llista de Lloctinents del Regne d'Aragó